# 24 ur Le Mansa 1974
24 ur Le Mansa 1974 je bila dvainštirideseta vzdržljivostna dirka 24 ur Le Mansa. Potekala je 15. in 16. junija 1974.

## Rezultati

### Uvrščeni
| Poz | Razred | Št | Moštvo                     | Dirkači                                            | Šasija                        | Motor                     | Krogi |
| --- | ------ | -- | -------------------------- | -------------------------------------------------- | ----------------------------- | ------------------------- | ----- |
| 1   | S 3.0  | 7  | Equipe Gitanes             | Henri Pescarolo Gerard Larrousse                   | Matra-Simca MS670C            | Matra 3.0L V12            | 337   |
| 2   | S 3.0  | 22 | Martini Racing Team        | Gijs van Lennep Herbert Müller                     | Porsche 911 Carrera RSR Turbo | Porsche 2.1L Turbo Flat-6 | 331   |
| 3   | S 3.0  | 9  | Equipe Gitanes             | Jean-Pierre Jabouille Francois Migault             | Matra-Simca MS670C            | Matra 3.0L V12            | 324   |
| 4   | S 3.0  | 11 | Gulf Research Racing Co.   | Derek Bell Mike Hailwood                           | Mirage GR7                    | Ford Cosworth DFV 3.0L V8 | 317   |
| 5   | GT     | 71 | Raymond Touroul            | Cyril Grandet Dominique Bardini                    | Ferrari 365 GTB/4             | Ferrari 4.4L V12          | 313   |
| 6   | GT     | 54 | North American Racing Team | Dave Heinz Alain Cudini                            | Ferrari 365 GTB/4             | Ferrari 4.4L V12          | 312   |
| 7   | GT     | 66 | Porsche Club Romand        | Bernard Cheneviére Peter Zbinden Michel Dubois     | Porsche 911 Carrera RSR       | Porsche 3.0L Flat-6       | 312   |
| 8   | S 3.0  | 15 | Automobiles Ligier         | Jacques Laffite Alain Serpaggi                     | Ligier JS2                    | Maserati 3.0L V6          | 310   |
| 9   | S 3.0  | 1  | North American Racing Team | Teodore Zeccoli Jean-Claude Andruet                | Ferrari 312P                  | Ferrari 3.0L V12          | 298   |
| 10  | GT     | 70 | ASA Cachia                 | Raymound Touroul Henri Cachia Dennis Rua           | Porsche 911 Carrera RSR       | Porsche 3.0L Flat-6       | 288   |
| 11  | GT     | 56 | North American Racing Team | Christian Ethuin Lucien Guitteny                   | Ferrari 365 GTB/4             | Ferrari 4.4L V12          | 285   |
| 12  | GT     | 69 | Lucien Negeotte            | Lucien Negeotte Jean-Pierre Laffeach               | Porsche 911 Carrera RSR       | Porsche 3.0L Flat-6       | 276   |
| 13  | GT     | 59 | Pierre Mauroy              | Anny-Charlotte Verney Pierre Mauroy Martine Rénier | Porsche 911 Carrera RSR       | Porsche 3.0L Flat-6       | 276   |
| 14  | GT     | 63 | Jean-Claude Lagniez        | Jean-Claude Lagniez Gérard Meo                     | Porsche 911 Carrera RSR       | Porsche 3.0L Flat-6       | 274   |
| 15  | T      | 86 | Jean-Claude Aubriet        | Jean-Claude Aubriet "Depnic"                       | BMW 3.0CSL                    | BMW 3.5L I6               | 269   |
| 16  | GT     | 57 | Marcel Mignot              | Marcel Mignot Harry Jones                          | Ferrari 365 GTB/4             | Ferrari 4.4L V12          | 266   |
| 17  | S 2.0  | 30 | "Christine" - Ecurie Seiko | Christine Beckers Yvette Fontaine Marie Laurent    | Chevron B23                   | Ford Cosworth FVC 2.0L I4 | 265   |
| 18  | GT     | 51 | Henri Greder               | Henri Greder Marie-Claude Charmasson               | Chevrolet Corvette            | Chevrolet 7.0L V8         | 253   |
| 19  | S 3.0  | 65 | Christian Poirot           | Christian Poirot Jean Rondeau                      | Porsche 908/2                 | Porsche 3.0L Flat-8       | 251   |
| 20  | GT     | 73 | Paul Blancpain Toad Hall   | Michael Keyser Milt Minter Paul Blancpain          | Porsche 911 Carrera RSR       | Porsche 3.0L Flat-6       | 246   |

### Neuvrščeni
Niso prevozili 70% razdalje zmagovalca (235 krogov)
| Poz | Razred | Št | Moštvo           | Dirkači                                          | Šasija     | Motor                  | Krogi |
| --- | ------ | -- | ---------------- | ------------------------------------------------ | ---------- | ---------------------- | ----- |
| 21  | S 3.0  | 25 | Mazda Automotive | Yushiro Okamoto Harakuni Takahashi Yojiro Terada | Sigma MC74 | Mazda 12A 1.2L 2-Rotor | 155   |

### Odstopi
| Poz | Razred | Št | Moštvo                       | Dirkači                                               | Šasija                        | Motor                      | Krogi |
| --- | ------ | -- | ---------------------------- | ----------------------------------------------------- | ----------------------------- | -------------------------- | ----- |
| 22  | GT     | 72 | Polifac Gelo Racing Team     | Franz Pesch Jürgen Barth                              | Porsche 911 Carrera RSR       | Porsche 3.0L Flat-6        |       |
| 23  | GT     | 62 | Ecurie Francorchamps         | Hughes de Fierlandt Richard Bond                      | Porsche 911 Carrera RSR       | Porsche 3.0L Flat-6        |       |
| 24  | GT     | 67 | Porsche Club Romand          | William Vollery Eric Chapuis Roger Dorchy             | Porsche 911 Carrera RSR       | Porsche 3.0L Flat-6        |       |
| 25  | S 2.0  | 44 | Gérard Cuynet                | Gérard Cuynet Yves Evrard Jean-Louis Gama             | Porsche 910                   | Porsche 2.0L Flat-6        |       |
| 26  | T      | 90 | Shark Team                   | Jean-Claude Guérie Serge Godard Dominique Fornage     | Ford Capri RS                 | Ford 3.0L V6               |       |
| 27  | S 2.0  | 43 | Racing Organisation Course   | Robert Mieusset Fred Stalder Francois Servanin        | Lola T292                     | ROC-Chrysler 2.0L I4       |       |
| 28  | S 3.0  | 10 | Alain de Cadenet             | Chris Craft John Nicholson                            | De Cadenet LM                 | Ford Cosworth DFV 3.0L V8  |       |
| 29  | GT     | 64 | Polifac Gelo Racing Team     | Georg Loos Clemens Schickentanz                       | Porsche 911 Carrera RSR       | Porsche 3.0L Flat-6        |       |
| 30  | T      | 87 | BMW Jolly Club               | Manfred Mohr Martino Finotto Carlo Facetti            | BMW 3.0CSL                    | BMW 3.5L I6                |       |
| 31  | GT     | 61 | Robert Buchet                | Claude Ballot-Léna Vic Elford                         | Porsche 911 Carrera RSR       | Porsche 3.0L Flat-6        |       |
| 32  | S 3.0  | 17 | Ortega Ecuador Marlboro Team | Fausto Merello Guillermo Ortega Lothar Ranft          | Porsche 908/2                 | Porsche 3.0L Flat-8        |       |
| 33  | S 3.0  | 6  | Equipe Gitanes               | Jean-Pierre Beltoise Jean-Pierre Jarier               | Matra-Simca MS680             | Matra 3.0L V12             |       |
| 34  | S 3.0  | 8  | Equipe Gitanes               | Jean-Pierre Jaussaud Bob Wollek José Dolhem           | Matra-Simca MS670B            | Matra 3.0L V12             |       |
| 35  | S 3.0  | 14 | Automobiles Ligier           | Guy Chasseuil Michel Leclère                          | Ligier JS2                    | Maserati 3.0L V6           |       |
| 36  | S 3.0  | 28 | Michel Dupont Scato          | Heinz Schulthess Michel Lateste                       | Lola T284                     | Ford Cosworth DFV 3.0L V8  |       |
| 37  | S 3.0  | 21 | Martini Racing Team          | Helmut Koinigg Manfred Schurti                        | Porsche 911 Carrera RSR Turbo | Porsche 2.1L Turbo Flat-6  |       |
| 38  | S 3.0  | 46 | Rebaque-Rojas Racing Team    | Guillermo Rojas Héctor Rebaque                        | Porsche 911 Carrera RSR       | Porsche 3.0L Flat-6        |       |
| 39  | GT     | 68 | Samson Kremer Racing         | Hans Heyer Paul Keller Erwin Kremer                   | Porsche 911 Carrera RSR       | Porsche 3.0L Flat-6        |       |
| 40  | S 3.0  | 19 | Wicky Racing Team            | André Wicky Jacques Boucard Louis Cosson              | Porsche 908/2                 | Porsche 3.0L Flat-8        |       |
| 41  | S 3.0  | 12 | Gulf Research Racing Co.     | Vern Schuppan Reine Wisell                            | Mirage GR7                    | Ford Cosworth DFV 3.0L V8  |       |
| 42  | S 2.0  | 23 | Mamers-Grac-Gotti-Meca       | Max Mamers Xavier Lapeyre                             | Grac-Gotti MT20               | Chrysler-Simca JRD 2.0L I4 |       |
| 43  | GT     | 58 | Escuderia Montjuich          | Claude Haldi José-Marie Fernandez Jean-Marc Seguin    | Porsche 911 Carrera RSR       | Porsche 3.0L Flat-6        |       |
| 44  | GT     | 60 | Louis Meznarie               | Hubert Striebig Helmut Kirschoffer Jean-Louis Chateau | Porsche 911 Carrera RSR       | Porsche 3.0L Flat-6        |       |
| 45  | GT     | 52 | Wicky Racing Team            | Max Cohen-Olivar Philippe Carron                      | De Tomaso Pantera             | Ford 5.8L V8               |       |
| 46  | S 3.0  | 18 | North American Racing Team   | Jean-Louis Lafosse Giancarlo Gagliardi                | Ferrari 308 GT4               | Ferrari 3.0L V8            |       |
| 47  | S 2.0  | 27 | Michel Dupont Scato          | Michel Dupont Gregor Fischer Daniel Brillat           | Chevron B23/26                | Ford Cosworth BDG 1.8L I4  |       |
| 48  | S 3.0  | 31 | Ecurie Tibidabo              | Frencesco Torredemer Juan Fernandez Bernard Tramont   | Porsche 908/3                 | Porsche 3.0L Flat-8        |       |
| 49  | GT     | 55 | North American Racing Team   | Jean-Pierre Paoli Alain Couderc                       | Ferrari 365 GTB/4             | Ferrari 4.4L V12           |       |

### Statistika
- Najboljši štartni položaj - #7 Equipe Gitanes - 3:35.18
- Najhitrejši krog - #6 Equipe Gitanes - 3:42.70
- Razdalja - 4606.571km
- Povprečna hitrost - 191.940km/h

### Dobitniki nagrad
- Index of Thermal Efficiency - #71 Raymond Touroul